# نورالله نجفی اصفهانی
نورالله نجفی مسجد شاهی (زاده ۱۲۴۹ خورشیدی – درگذشته ۴ دی ۱۳۰۶ خورشیدی) معروف به حاج آقا نورالله نجفی اصفهانی و ملقب به ثقةالاسلام، فقیه و مجتهد شیعه، فعال سیاسی ایرانی و نویسنده رساله مقیم و مسافر است.

## تولد و خانواده
نورالله نجفی در ۱۲۴۹ خورشیدی در اصفهان متولد شد. وی فرزند چهارم محمدباقر نجفی اصفهانی فرزند محمدتقی رازی صاحب هدایةالمسترشدین از مراجع تقلید و آزادی‌خواهان دوره مشروطه و برادر محمدباقر نجفی اصفهانی است. مادر وی زمزم بیگم دختر سید صدرالدین عاملی است و چون محمدتقی نجفی صاحب حاشیه بر معالم و سید صدرالدین عاملی هر دو داماد جعفر کاشف‌الغطا بودند، نورالله از طرف پدر و مادر به کاشف الغطاء می‌رسد.

## تحصیلات
نجفی اصفهانی مقدمات علوم (ادبیات، صرف و نحو و عربی و بخشی از فقه و اصول) را نزد پدرش و دیگر استادان حوزه علمیه اصفهان آموخت و بعد به عتبات رفت و در شهرهای نجف و سامرا در محضر علمای بزرگی چون میرزا حبیب‌الله رشتی و میرزای شیرازی تحصیلات خود را تکمیل کرد و بعد از اینکه به اجتهاد رسید به اصفهان برگشت. وی در اصفهان حوزه درسی برقرار کرد و به تربیت شاگردان پرداخت، گویند که حدود هزار طلبه علم، در مجلس درس او حاضر می‌شدند. او از طریق پدرش، از محمدباقر شفتی، عالم بزرگ، روایت می‌کرد و بزرگانی از جمله سید شهاب‌الدین مرعشی نجفی از او روایت می‌کردند.

## مبارزات سیاسی
در سال ۱۳۰۸ قمری که مردم اصفهان به رهبری آقا محمدتقی نجفی معروف به آقا نجفی اصفهانی، برادر بزرگ نورالله، به مبارزه با عقد قرارداد رژی پرداختند، نورالله نیز با قیام تنباکو و جنبش مشروطیت هم صدا شد و مانند برادرش، از فتوای مراجع ثلاث، پشتیبانی کرد. در مبارزات مشروطه، جزو علمای مشروطه خواه شد و پس از روی کار آمدن نظام مشروطه، با تشکیل انجمن مقدس ملی اصفهان در ذیقعده ۱۳۲۴ (دی ۱۲۸۵) که انجمن ولایتی اصفهان بود، رئیس این انجمن شد. پس از به توپ بستن مجلس، جلسات انجمن مخفیانه در خانه او برپا می‌شد. این انجمن در بسیج قوای بختیاری و ورود آنان به اصفهان و افتادن حکومت شهر به دست مشروطه خواهان نقش داشت. در همین زمان آقا نورالله رساله مکالمات مقیم و مسافر را در دفاع از مشروطه نوشت
پس از بازگشایی مجلس شورای ملی، در نوزدهم شهریور ۱۲۸۹ با قرعه کشی و به جای شیخ محمد باقر بهاری همدانی که استعفا کرده بود، به عنوان یکی از مجتهدانی به نمایندگی مجلس انتخاب شد که در چارچوب اصل دوم متمم قانون اساسی می‌بایست بر مطابقت مصوبات مجلس با احکام شرع نظارت می‌کردند. او از میان چهارده تن از علما برگزیده شد که آخوند خراسانی مرجع بزرگ وقت به مجلس پیشنهاد داده بود. اما آقا نورالله هیچگاه به مجلس نرفت و این سمت را نپذیرفت.
سال بعد (۱۳۲۹ قمری) در اعتراض به تندروی‌های برخی رهبران مشروطه، مجدداً به عتبات عراق رفت و تا سال ۱۳۳۳ قمری آنجا ماند، با درگیری جنگ جهانی اول، از آلمان و دولت مسلمان عثمانی حمایت کرد و عده‌ای را بسیج کرد و برای کمک به نیروهای عثمانی به همدان فرستاد، با نزدیک شدن نیروهای روسی به اصفهان از راه بختیاری به کرمانشاه رفت و بعداً به قم هجرت کرد. در قم به فعالیت علیه حکومت استبدادی رضاخان ادامه داد.
پس از کودتای ۱۲۹۹، رضاخان در صدد برآمد تا با اعلام جمهوری، خود را اولین رئیس‌جمهوری ایران معرفی کند. مدرس در تهران با استفاده از نفوذ و قاطعیت خود در برابر این حرکت ایستاد و طی نامه‌ای از علمای اصفهان کمک و همراهی خواست، علمای اصفهان و در رأس آن‌ها نورالله طی نامه‌ای برای همراهی با مدرس اعلام آمادگی کردند، پایمردی و مخالفت مدرس و دیگران باعث شد تا جمهوری خواهان عقب‌نشینی کنند.

## اقدامات
- مبارزه با سلطه اقتصادی بیگانگان

نورالله نجفی اصفهانی طی یک اقدام بدیع در اواسط جمادی‌الاول ۱۳۲۴ و در آستانه مهاجرت علمای تهران به قم (مهاجرت کبری)، به همراهی ۱۳نفر از علمای طراز اول اصفهان از جمله آقا نجفی اصفهانی، سید ابوالقاسم دهکردی، محمدحسین فشارکی، شیخ مرتضی ریزی، میرزا محمدتقی مدرس، سیدمحمدباقر بروجردی، میرزا محمد مهدی جویباره‌ای، میرزا ابوالقاسم زنجانی، آقامحمدجواد قزوینی و رکن‌الملک شیرازی موارد زیر را متعهد شدند:
این خدام شریعت مطهره با همراهی جناب رکن‌الملک، متعهد و ملتزم شرعی شده‌ایم که مهماامکن بعد ذلک تخلف ننماییم، فعلاً ۵ فقره است:
- اولاً: قبالجات و احکام شرعیه از شنبه به بعد روی کاغذ ایرانی بدون آهار نوشته شود. اگر بر کاغذهای دیگر نویسند، مهر ننموده و اعتراف نمی‌نویسیم. قباله و حکمی هم که روی کاغذ دیگر نوشته بیاورند و تاریخ آن بعد از این قرارداد باشد، امضا نمی‌نماییم. حرام نیست کاغذ غیر ایرانی و کسی را مانع نمی‌شویم؛ ماها به این روش متعهدیم.
- ثانیاً: کفن اموات، اگر غیر از کرباس و پارچه اردستانی یا پارچه‌های دیگر ایرانی باشد، متعهد شده‌ایم برآن میت، ماها نماز نخوانیم. دیگری را برای اقامه صلوه بر آن میت بخواهند ماها را معاف دارند.
- ثالثاً: ملبوس مردانه جدید، که از این تاریخ به بعد دوخته و پوشیده می‌شود، قرار دادیم مهما امکن، هر چه بدلی در ایران یافت می‌شود، لباس خودمان را از آن منسوخ نماییم و منسوخ غیرایرانی را نپوشیم و احتیاط نمی‌کنیم و حرام نمی‌دانیم لباس‌های غیرایرانی را، اما ماها ملتزم شده‌ایم حتی‌المقدور بعد از این تاریخ ملبوس خود را از منسوج ایرانی بنماییم. تابعین ماها نیز کذلک و متخلف توقع احترام از ماها نداشته باشد. آنچه از سابق پوشیده و داریم و دوخته، ممنوع نیست استعمال آن.
- رابعاً: مهمانی‌ها بعد ذلک ولو اعیانی باشد، چه عامه، چه خاصه، باید مختصر باشد یک پلو و یک خورش و یک افشره. اگر زاید بر این کسی تکلف دهد، ماها را به محضر خود وعده نگیرد. خودمان نیز به همین روش مهمانی می‌نماییم. هر چه کمتر و مختصرتر از این تکلف کردند، موجب مزید امتنان ماها خواهد بود.
- خامساً: وافوری اهل وافور را احترام نمی‌کنیم و به منزل او نمی‌رویم زیرا که آیات باهره:«إِنَّ الْمُبَذِّرِینَ کَانُوا إِخْوَانَ الشَّیَاطِینِ» «وَلا تُسْرِفُوا اِنَّهُ لا یُحِبُّ الْمُسْرِفِینَ» «وَلا تُلْقُوا بِأَیْدِیکُمْ إِلَی التَّهْلُکَه» و حدیث «لاضرر و لاضرار» ضرر مالی و جانی و عمری و نسلی و دینی و عرضی و شغلی آن محسوس و مسری است و خانواده‌ها و ممالک را به باد داده. بعد از این هر که را فهمیدیم وافوری، به‌نظر توهین و خفت می‌نگریم.

- تشکیل انجمن مقدس ملی اصفهان
- تأسیس مدارس عام.(همچون مدرسه باقریه، حقائق، معرفت، ایمانیه، اسلامیه و… که در این مدارس به توسط علوم متداول و فنون روز، یتیمان و درماندگان اطفال، از خاک مذّلت، به اوج سعادت و علوم مجّهز می‌شدند)
- مدرسه خاص ایتام.
- تأسیس مریض خانه اسلامی.
- تأسیس قرائت خانه.(به منظور نشر معارف و آگاهی مردم از اخبار ساخته شد)
- امنیت طرق
- تأسیس شرکت اسلامیه[۱۱]

## خانه مشروطیت
منزل وی در سال‌های اخیر بازسازی و تبدیل به خانه مشروطیت اصفهان گردیده است. این خانه موزه در نزدیکی میدان نقش جهان قراردارد.

## آثار
- تقریظ بر کتاب «حقائق الحق للقائم بالحق»
- خصال الشیعه
- دیوان اشعار، سروده‌های فارسی و عربی
- رساله در فواید مشروطه
- رساله مقیم و مسافر به فارسی
- شرح حال برادرش شیخ محمدحسین

## درگذشت
آقا نورالله نجفی در سال ۱۳۰۶ خورشیدی (۱۳۴۶ قمری) مبارزه با حکومت رضاشاه پهلوی را آغاز نمود. وی به قم مهاجرت نمود و گروهی به نام هیئت علمیه و روحانیه مهاجرین قم را تشکیل داد. تلگراف‌هایی از طرف وی به مجلس شورای ملی و رئیس‌الوزراء مخابره شد. سید حسن مدرس که در این زمان جزء نمایندگان اقلیت مجلس و از مخالفان سرسخت رضا شاه بود طی تلگرافی به حاج آقا نورالله، اقدام او را تأیید کردند. پس از اینکه تحصن وی در قم با مستاصل شدن حکومت رضاشاهی مصادف بود، در نهایت در ۴ دی ۱۳۰۶ با دسیسه اعلم الدوله پزشک مخصوص رضاشاه، وی در قم با تزریق آمپول هوا کشته شد. 
جنازه وی به نجف منتقل و در مقبره جدش جعفر کاشف الغطا (جامع کاشف الغطا) به خاک سپرده شد.